# Бретон, Андре
Андре́ Брето́н (фр. André Breton; 19 февраля 1896, Теншбре, Франция — 28 сентября 1966, Париж) — французский писатель и поэт, основоположник и теоретик сюрреализма, левый общественный деятель. Автор ряда известных книг («Надя», «Безумная любовь»), первого Манифеста сюрреализма 1924 года и соавтор манифеста «За независимое революционное искусство» 1938 года.

## Биография
Бретон родился 19 февраля 1896 года в нормандском городе Теншбре в буржуазной семье. Его отец некоторое время прослужил в канцелярии жандармерии, однако работа в государственном секторе была непродолжительной: вскоре он устроился в частную контору. У Андре не было братьев и сестер; родители постарались дать единственному сыну классическое образование, открывающее дорогу к престижной и доходной профессии. Бретон окончил церковную школу, затем учился в одном из парижских коллежей, чтобы по окончании курса отправиться в Сорбонну, где стал студентом медицинского факультета.
В 1915 году юный врач был мобилизован: Первая мировая война вносила определённые коррективы в жизнь каждого француза. Уже на фронте Андре, служивший санитаром, познакомился с известным поэтом Гийомом Аполлинером. Эта встреча стала поистине судьбоносной для начинающего психолога Бретона: Аполлинер представил его Филиппу Супо, который впоследствии станет ближайшим соратником Андре. Луи Арагон, ещё один фронтовой товарищ Бретона, открыл для него творчество Лотреамона.
В 1919 году в одном из литературных журналов было опубликовано сочинение Андре Бретона и Филиппа Супо «Магнитные поля», написанное с применением нового метода творчества — автоматического письма. Именно эта работа стала предвестником сюрреализма: многие элементы этого художественного направления проявились уже в 1919 году.

Вокруг Бретона сформировался кружок талантливых эпатажистов: Луи Арагон, Поль Элюар, Тристан Тцара. Начиная с 1920 года они стали устраивать шокирующие презентации своих работ, регулярные драки на банкетах, многочисленные скандалы. Буржуазная публика с опасениями следила за приключениями молодых поэтов. Так, в мае 1921 года Бретон представил парижской публике в галерее «Сан Парей» («Au sans Pareil») творчество Макса Эрнста (картины, коллажи, рисунки) — и сделал это в типично дадаистском духе. Представление проходило в подвальном помещении с выключенным светом, кто-то постоянно оскорблял присутствующих, Бретон то и дело зажигал спички, Рибмон-Дессень (Ribemont-Dessaignes) периодически кричал «капает на череп!», Арагон мяукал, Супо играл с Тцара в прятки, и т. д. Каталог выставки вышел с предисловием Бретона, а сам Макс Эрнст не смог приехать, так как ему не давали французскую визу.

А. Бретон в 1920-х

Бретон отлично понимал, что стихийность и перманентное бунтарство не смогут стать фундаментом новой художественной платформы. После публикации первого Манифеста сюрреализма, состоявшейся в 1924 году, движение сюрреалистов обрело ясную программу, декларативно изложенную в документе, и вождя, которым стал Андре Бретон.
Затем последовал памфлет «Труп», в котором Бретон и товарищи радовались смерти Анатоля Франса, которого они называли «последним стариком французской литературы».
Лидерство Бретона приобретало всё более авторитарный характер: скандалы и склоки затронули сюрреалистический кружок. Группу покинули ближайшие соратники Бретона Роже Витрак и Филипп Супо. Однако творческая деятельность становилась все более продуктивной: в доме Бретона на улице Фонтэн было открыто Бюро сюрреалистических исследований, стали издаваться многочисленные сюрреалистические журналы. Идеи движения стали поистине интернациональными: кружки, подобные бретоновским, стали открываться в других европейских столицах.
Постоянная ротация состава, столь характерная для окружения Бретона, приносила свои плоды. Молодая кровь, казалось, придавала сюрреализму новые силы: место Арагона и Супо заняли Бунюэль и Дали.
Бретон принимал участие в политической жизни: в 1920-х годах он призывал сюрреалистов вступать во Французскую коммунистическую партию (членом которой был с 1927 года до исключения в 1933 году и последовавшего конфликта с Ильёй Эренбургом на Международном конгрессе писателей в защиту культуры в 1935 году), в 1930-х — встречался со Львом Троцким в Мексике, где они составили совместный манифест «За независимое революционное искусство» (фр. Pour un art révolutionnaire indépendant). По просьбе Троцкого за него его подписал Диего Ривера. 
Андре устраивает по всему миру выставки сюрреалистического искусства, в США представления были чрезвычайно успешны — многие искусствоведы утверждают, что поп-арт вырос из зерна, брошенного выставкой сюрреалистов 1942 года.

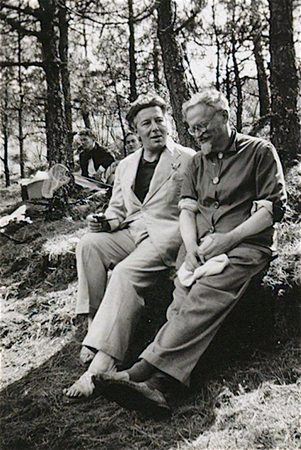
А. Бретон и Л. Троцкий в Мексике (1938)

В 1935 году произошёл конфликт между Бретоном и советским писателем и журналистом Ильёй Эренбургом во время первого Международного Конгресса Писателей в Защиту Культуры, который открылся в июне в Париже. Бретон был оскорблён, вместе со своими коллегами-сюрреалистами, памфлетом Эренбурга, в котором среди прочего говорилось, что все сюрреалисты — «педерасты». Бретон дал Эренбургу несколько пощёчин на улице, из-за чего сюрреалисты были исключены из Конгресса.
Во время Второй мировой войны Андре Бретон жил в США, где продолжал литературное творчество, вступил в полемику с поддержавшим режим Франко Сальвадором Дали после того, как испанский художник заявил: «Сюрреализм — это я».
В 1946 году Бретон опубликовал во Франции множество своих работ, организовал ряд выставок. Все последующие годы он боролся за независимость движения от различных внутренних и внешних источников. Одновременно он с единомышленниками и после войны продолжал участвовать в леворадикальном движении, сотрудничая с рядом троцкистских групп, а также анархо-синдикалистами и платформистами из Анархистской федерации (носившей с 1953 года название Федерации либертарных коммунистов), отказываясь примыкать к какой-то одной стороне в многочисленных расколах и дроблениях. Бретон выступал активным противником колониализма, войн в Индокитае и Алжире, в частности, подписал «Манифест 121», в котором известные французские интеллектуалы обличали подавление Францией освободительного движения в Алжире.
Андре Бретон умер 28 сентября 1966 года во время обострения болезни дыхательных путей. Похоронен на кладбище Батиньоль.

## Оценка творчества
М. Яснов отмечает: «У Андре Бретона поэзия оказалась не самой сильной стороной творчества. Мощный организатор и теоретик движения, он куда убедительнее писал прозу и куда изысканнее — свои манифесты. В то же время, с точки зрения группы и её адептов, Бретон был наиболее значительным поэтом своего времени».

## Самые известные работы
- «Магнитные поля», совместно с Филиппом Супо, 1919 (пер.1994)
- «Манифест сюрреализма: Растворимая рыба», 1924 (пер.1986)
- «Надя. Женщина, преобразовавшаяся в книгу», 1928—1963 (пер. 1994)
- «Второй манифест сюрреализма», 1929 (пер.1994)
- «Сообщающиеся сосуды» (1932)
- Сборник эссе «Рассвет» (1934)
- «Безумная любовь», 1937 (пер. 2006)
- поэма «Фата Моргана» (1940, запрещена во Франции правительством Виши)
- «Пролегомены к третьему манифесту сюрреализма, или Нет» (1942)
- «Аркан 17», 1945
- «Лампа в часах» (1948)

## Публикации на русском языке
- Манифест сюрреализма [1924] // Называть вещи своими именами. Программные выступления мастеров западно-европейской литературы XX века. — М., 1986.
- Андре Бретон Стихи. Пер. Н.  Стрижевской Послесл. М. Ваксмахер -- Литературная учеба  №3 1989 с.187-192
- Магнитные поля (в соавт. с Ф. Супо), Надя / Пер. Е. Гальцовой; Второй манифест сюрреализма / Пер. С. Исаева // Антология французского сюрреализма 20-х годов / Сост., комм., пер. С. Исаева и Е. Гальцовой. — М.: ГИТИС, 1994. — С. 12—60, 190—246, 290—342.
- Антология чёрного юмора [1940] // Сост., комм., вступ. статья С. Дубина. — М.: Carte Blanche, 1999.
- Поэзия французского сюрреализма. — СПб.: Амфора, 2003. С. 17—46, 347—388.
- Безумная любовь / Пер. и послесловие Там. Балашовой. — М.: Текст, 2006.
- Как вам угодно: [пьеса] (в соавт. с Ф. Супо) / Пер. Василия Кондратьева // Митин журнал. Вып. 41 (сентябрь-октябрь 1991). С. 84—107.
- Андре Бретон  Гора благочестия и др. в книге Versии Французская поэзия в переводах Натальи Стрижевской  М. Дом-музей Марины Цветаевой 2008  с.349-368 ISBN 978-5-93015-103-9
- Магнитные поля, в соавт. с Ф. Супо (Пер. Е. Гальцовой), Как вам угодно, в соавт. с Ф. Супо (Пер. В. Кондратьева) // А.Бретон и Ф. Супо Магнитные поля, В. Климов. Бесплатное питание на вокзалах. М.:, Опустошитель, 2012. с. 5-114.
- Ода Шарлю Фурье /Пер., посл., прим. Кирилла Адибекова //НЛО, № 121 (2013), стр. 217—235.